# الیکایی‌های نوک‌باریک
الیکایی‌های نوک‌باریک (نام علمی: Hylorchilus) نام یک سرده از تیره الیکایی است.